# Бешказак
Бешказак (узб. Beshqozoq, Бешқозоқ) — міське селище в Узбекистані, у Кітабському районі Кашкадар'їнської області.
Статус міського селища з 2009 року.